# Ouragan Hanna (2008)
Pour les articles homonymes, voir Cyclone tropical Hanna.
L'ouragan Hanna est le 8e cyclone tropical et 4e ouragan de la saison cyclonique 2008 dans l'océan Atlantique nord. Ce sont surtout les pluies diluviennes qui ont causé les dégâts et pertes de vie humaines. Plus de 600 décès sont attribuables à ce système tropical, surtout lors des inondations en Haïti dont c'était le passage du troisième système tropical en deux semaines et demie. Ceci en fait l'ouragan le plus meurtrier du bassin atlantique depuis l'ouragan Stan de la saison 2005.
Hanna est un ouragan de type capverdien qui s'est formé à partir d'une onde au large de l'Afrique. Après être devenu une dépression tropicale en début de matinée du 28 août, puis tempête tropicale vers midi, elle s'est déplacée lentement vers le nord-ouest pendant 3 jours. Elle a brièvement atteint la force ouragan de catégorie 1 dans l'échelle de Saffir-Simpson juste au sud des Bahamas le 1er septembre mais est rapidement retombé à celle de forte tempête tropicale et a frappé la côte les Carolines (Caroline du Nord et Caroline du Sud) en début de matinée du 6 septembre. La tempête a accéléré ensuite vers le nord-est, a entrepris sa transition en une tempête post-tropicale sur les états de la côte est des États-Unis avant de traverser les provinces atlantiques du Canada du 6 au 7 septembre.

## Évolution météorologique
Le 28 août 2008, une onde tropicale provenant de la côte africaine devient la tempête tropicale Hanna au milieu de l'Atlantique. Elle affiche une pression de 1 004 hPa, des vents de 55 km/h, et se dirige lentement vers les Grandes Antilles.
Quelques jours plus tard, le 1er septembre 2008, Hanna change brusquement de route, alors qu'elle se trouve à environ 160 kilomètres au nord des Îles Turques-et-Caïques. À cet endroit précis, elle affiche une pression de 997 hPa et des vents de 80 km/h. Elle fait maintenant route plein sud, en direction d'Haïti.
Hanna devient un ouragan de catégorie 1 ce même jour à 19 h 30 (TU) à moins d'une centaine de kilomètres au nord-est des Îles Turques-et-Caïques (pression jusqu'à 978 hPa, et vents jusqu'à 130 km/h). Il touche ensuite l’île de Great Inagua, la plus grande île des Bahamas. Nous sommes alors le 2 septembre, et il est 14 h (TU). Mais au contact de l'île, Hanna perd de sa vigueur, et est rétrogradée en tempête tropicale. Sa pression est de 987 hPa et ses vents dépassent les 110 km/h. Elle traverse alors l'île, et change à nouveau de cap au moment de revenir en mer : elle vire ouest/sud-ouest, à nouveau en direction d'Haïti.
Le 3 septembre, à 8 h du matin (TU), Hanna se trouve à environ 60 kilomètres au nord des côtes haïtiennes. La tempête ne touchera heureusement pas les terres d'Haïti, mais y provoquera de très nombreux dégâts, notamment à cause de ses pluies diluviennes. Les pertes humaines et matérielles sont nombreuses et terribles. Elle change à nouveau de direction, se dirigeant alors plein nord. Sa trajectoire la fait passer en plein sur les Îles Turques-et-Caïques. Elle aborde le petit archipel le 3 septembre à 11 h (TU), avec une pression de 989 hPa et des vents de 100 km/h.
Hanna vire ensuite à l'ouest/nord-ouest, en longeant par le nord, à environ 150 km de l'archipel des Bahamas. Elle longe ensuite les côtes américaines, avec une distance de 200 à 300 kilomètres des côtes de Floride.

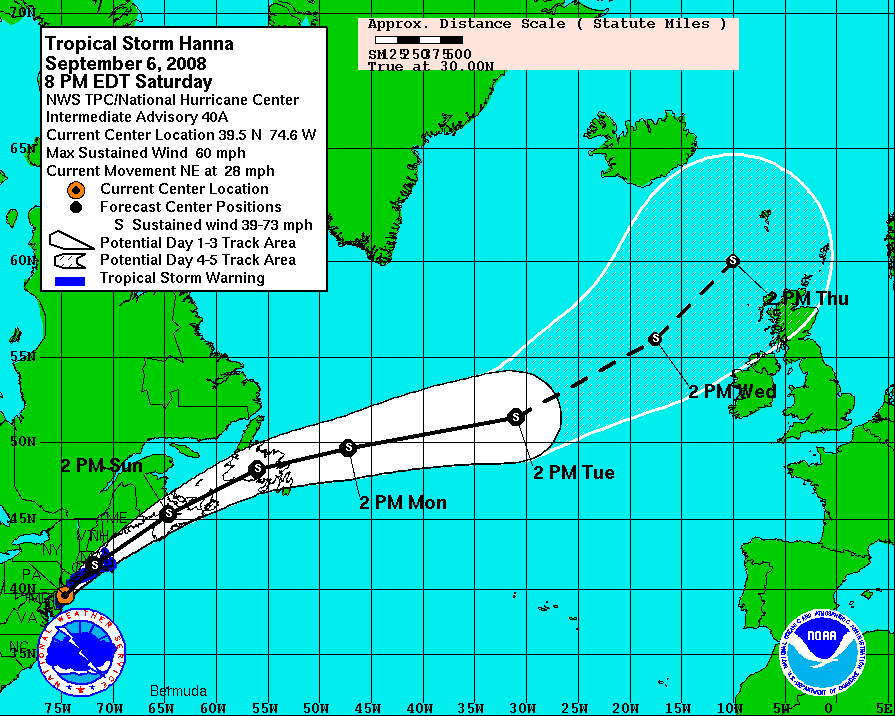
Trajectoire de la dépression extratropicale dans l'est du Canada et vers l'Europe

Mais la tempête ne s'arrête pas. Le 6 septembre 2008, Hanna entre sur les terres américaines, vers 7 h 20 TU (3 h 20 locale), au niveau de la frontière entre la Caroline du Nord et la Caroline du Sud, à proximité de la ville de Myrtle Beach. Ses vents sont alors d'environ 105 km/h, et sa pression de 983 hPa. Toute la journée, Hanna traversera les États de la Caroline du Nord, et de la Virginie, en passant à proximité de Richmond, par l'est. Ses vents étaient en moyenne de 80 km/h, et sa pression moyenne de 991 hPa. Le soir, vers 23 h TU, Hanna se situe à 150 km à l'est de la ville de Washington, et aborde l'État du Delaware, qu'elle traversera en deux heures, avec une direction nord-est.
À 2 h TU le 7 septembre, la tempête frappe la ville d'Atlantic City en plein cœur, avec des vents de 90 km/h. Sa pression s'est stabilisée à 992 hPa. Hanna continue sa course avec une direction nord-est, vers la ville de New York, qu'elle frôlera entre 4 h et 5 h du matin, passant à environ 65 km à l'est. Vers 7 h (TU) du matin, Hanna aborde le Connecticut, avec des vents faiblis à 90 km/h, et une pression en hausse à 994 hPa. Elle entre ensuite dans l'État du Rhode Island, et passe sur la ville de Providence, à environ 9 h (TU), avec des vents de 80 km/h toujours en baisse, et une pression stable de 994 hPa. Vers 10 h (TU), Hanna frôle la ville de Boston, dans le Massachusetts.
La tempête tropicale a effectué ensuite sa transition extratropicale sur le Golfe du Maine avant d'atteindre la Nouvelle-Écosse qu'elle a traversé d'ouest en est jusqu'à l'Île du Cap-Breton. La dépression extratropicale est passée ensuite sur Terre-Neuve avant de mettre le cap sur l'Europe dans la rapide circulation atmosphérique au-dessus de l'Atlantique nord. Elle est passée au nord de la Grande-Bretagne le 10 septembre et fusionna le 12 avec une importante dépression des latitudes moyennes qui était passée entre le Groenland et l'Islande.

## Impacts
| Haïti      | 529 |
| États-Unis | 7   |
| Total      | 536 |

Malgré sa relative faible puissance par rapport à l'ouragan Gustav qui avait sévi une semaine plus tôt dans la même zone, Hanna a fait de très nombreux dégâts, et beaucoup de victimes, notamment dus aux grandes inondations provoquées par des pluies diluviennes qui se sont abattues sur la région, notamment en Haïti.

### Haïti
À ce jour, le bilan humain d'Hanna en Haïti est très lourd. Officiellement, Hanna a fait 529 victimes dans le pays, dont 495 dans la seule ville des Gonaïves où 300 000 personnes ont été affectées. Ce très lourd bilan vient s'ajouter aux 50 victimes de la tempête tropicale Fay, et aux 75 autres de l'ouragan Gustav. Le nombre de victimes de la ville des Gonaïves, extrêmement élevé, est dû aux fortes inondations qui ont frappé la ville lors du passage de la tempête. Les pluies diluviennes qui se sont abattues sur la ville, le 3 septembre 2008, ont provoqué une montée des eaux de 5 mètres dans les rues. Mais c'est lors du retrait des eaux, le 5 septembre 2008, que des centaines de cadavres ont été retrouvés dans toute la ville.
De l'aide humanitaire a été envoyé par divers pays en Haïti et les organisations humanitaires ont été également mobilisées. Un cargo transportant 33 tonnes de nourriture et de soins d'urgence a été le premier à réussir à accoster, grâce à un ponton mobile construit par les casques bleus. La Croix Rouge a immédiatement lancé un appel aux dons afin de rassembler 2,3 millions d'euros à destination des rescapés d'Haïti pour financer l'aide pendant six mois pour 10 000 familles.
La Croix-Rouge française a lancé un appel d'urgence en faveur de 25 000 familles gravement sinistrées et un navire de la marine nationale française a été dépêché vers Haïti pour participer aux secours et à la reconnaissance par hélicoptère des zones sinistrées. L'organisation non gouvernementale Médecins du monde (MDM) a annoncé de son côté l'envoi d'une équipe médicale et logistique de six personnes dans le nord d'Haïti afin d'évaluer les besoins médicaux de cette zone. Malheureusement, les désastres n'étaient pas finis pour le pays, l'un des plus pauvres du monde. L'ouragan Ike de catégorie 4, frappa à nouveau le pays dans les jours suivants.

### États-Unis

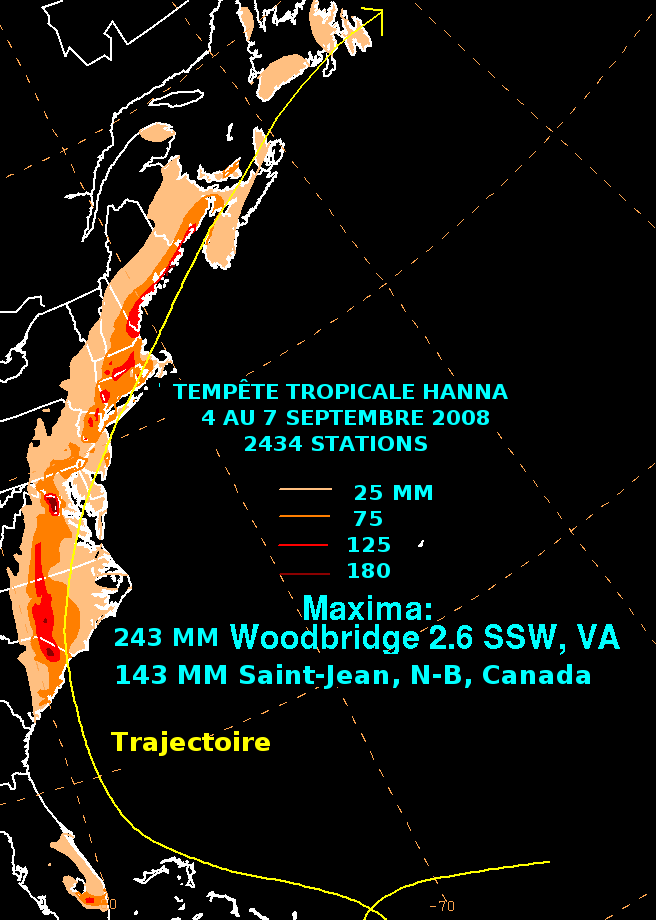
Accumulation de pluie Le long des côtes américaines et canadiennes (en millimètres)

Le bilan de la catastrophe est surtout matériel car des centaines de milliers de personnes avaient été déplacées. Les gouverneurs des États de Floride, de Caroline du Nord, de Virginie et du Maryland ont déclaré l’état d’urgence,
,
. La ville de Washington et plusieurs autres régions ont mis en état d’alerte leur service d’urgence,,. De nombreuses villes ont essuyé des inondations importantes.
Alors qu’elle était encore au large des Bahamas, Hanna donnait des vagues et des courants d’arrachement le long de la côte Est de la Floride. Un garçon de 14 ans s’est ainsi noyé dans le Parc d'État John U. Lloyd Beach et deux autres noyades se sont produites près de Fort Lauderdale,
. Des tornades auraient frappé près de Greenville (Caroline du Nord) et Allentown (Pennsylvanie). Après être entré sur terre dans les Carolines, Hanna est ressorti sur l’eau au sud de New York où elle a repris temporairement de la vigueur donnant des rafales plus fortes. Les dommages dans cette région et par la suite ont continué d’être dus aux fortes précipitations mais 32 000 personnes ont été privées d'électricité à la suite de bris des lignes électriques par le vent le 6 septembre. Un homme de 38 ans s’est également noyé dans le courant d’arrachement le long de la côte du New Jersey.

### Canada
Le centre de la tempête post-tropicale Hanna est entré sur l'ouest de la Nouvelle-Écosse vers 6 heures locales (9 h TU) le 7 septembre. La tempête a frappé Terre-Neuve tard le même jour. La circulation des vents autour de ce système n'était pas très intense avec des vents maximaux rapporté de 55 à 78 km/h à Halifax (Nouvelle-Écosse), 56 km/h à Saint-Jean (Nouveau-Brunswick) et 81 km/h à Twillingate (Terre-Neuve). Ils ont causé des pannes de courants locales et brisés des branches.
Le phénomène le plus important a été les quantités de pluie. Les côtes de la baie de Fundy ont été les plus touchées avec des taux horaires occasionnellement de 20 à 30 mm. Les plus fortes hauteurs de pluie ont été rapportées à Saint-Jean (Nouveau-Brunswick) avec 143 mm à l'aéroport et de 141 mm à Pointe Lepreau. On signala de 80 à 100 mm ailleurs dans le sud de cette province et le long de la côte nord de la Nouvelle-Écosse (dont 104 mm à Parrsboro). Les quantités diminuant graduellement en s'éloignant de la baie comme on peut voir sur la carte de droite. À Terre-Neuve, le maximum de 70 mm a été rapporté à Burgeo.
Le porte-parole de la police de Saint-Jean (N-B), a indiqué que les rues de la ville avaient été barricadées dans des secteurs où l'eau montait jusqu'aux pare-chocs des voitures. Les pompiers signalent plus de 100 maisons aux sous-sols inondés dans la ville et des situations similaires dans d'autres municipalités de la région. Le représentant de l'Organisation des mesures d'urgence, au Nouveau-Brunswick, a indiqué qu'une voie ferrée de Grand Bay avait été fermée en raison d'inondations dans le secteur. Des inondations ont également été rapportées dans le centre-ville de Charlottetown, à l'Île-du-Prince-Édouard, causant des infiltrations dans les sous-sols.